# Zbór Ewangelicznej Wspólnoty Zielonoświątkowej w Puławach
Zbór Ewangelicznej Wspólnoty Zielonoświątkowej w Puławach – zbór zielonoświątkowy z siedzibą w Puławach, wchodzący w skład Ewangelicznej Wspólnoty Zielonoświątkowej. Stanowisko pastora zboru pełni Karol Rusnok.

## Historia
Wieś Puławy zamieszkiwana była przez Łemków. W 1947 rozpoczęła się Akcja „Wisła”, w wyniku której dotychczasowi mieszkańcy miejscowości zostali wysiedleni i została ona opuszczona.
W końcu lat 60. XX wieku Puławy zostały na powrót zasiedlone przez osadników wyznania zielonoświątkowego, przybyłych ze Śląska Cieszyńskiego, rekrutujących się spośród członków byłego Związku Stanowczych Chrześcijan. Pierwszym przybyłym do Puław w listopadzie 1968 był Władysław Folwarczny oraz jego żona Anna i czworo ich dzieci. Następnie w lipcu 1969 przeniósł się tu z Czechosłowacji Władysława Brózda wraz z małżonką Anną oraz dwójką dzieci. Z chwilą przybycia drugiej rodziny zainaugurowano tu prowadzenie nabożeństw, pierwsze z nich miało miejsce 20 lipca 1969. Od tej pory nabożeństwa domowe miały miejsce w każdą niedzielę.
W kolejnym czasie do wsi sprowadzały się następne rodziny z Czechosłowacji. Większość z osadników była wcześniej członkami zboru w Żukowie Dolnym, pozostali wywodzili się ze zborów w Nieborach i Suchej Górnej. Najpierw nabożeństwa organizowane były w tymczasowych budynkach zamieszkiwanych przez wiernych. Rozpoczęto tu również prowadzenie godzin biblijnych oraz godzin modlitwy. Po budowie domów przez osadników posługi zostały tam przeniesione.
Wraz z napływem nowych mieszkańców, prywatne mieszkania były niewystarczające dla spotkań powiększającej się wspólnoty, wobec czego od 4 listopada 1973 rozpoczęto sprawować je w części domu Jana Bocka, która została przystosowana na salę nabożeństw na 100 miejsc. Pierwszym pastorem zboru został Józef Stonawski.
W 1973 w Puławach zainaugurowano organizację corocznych zjazdów młodzieżowych. Ich uczestnicy byli kwaterowani w namiotach oraz korzystali z miejsc noclegowych udostępnianych w domach prywatnych. Pierwsze trzy zjazdy odbyły się na posesji Benešów, następne dwa odbywały się w Wisłoczku, a kolejne na powrót w Puławach – początkowo w stodole należącej do rodziny Bocków, a później w wiacie Krainów.
W 1982 stanowisko pastora zboru objął Władysław Brózda. W 1985 przystąpiono do budowy własnego domu modlitwy. W pracach uczestniczyli wszyscy mieszkańcy, a przewodnią rolę w powstaniu obiektu miał Jan Śliwka. Angażowali się w nią również współwyznawcy z Woli Piotrowej i Wisłoczka, jak również przybyli z innych stron goście. Ukończony dom modlitwy został otwarty w 1989. Mieści on salę nabożeństw na 250 osób, jak również pomieszczenia do prowadzenia zajęć z dziećmi, kuchnię i stołówkę. Po oddaniu do użytku domu modlitwy stał się on miejscem odbywania się zjazdów młodzieżowych. Od 1998 funkcję pastora pełni Karol Rusnok.
W 2012 w dolnej części domu modlitwy została uruchomiona filia Szkoły Podstawowej w Sieniawie, do której uczęszczają dzieci z klas 0-3 z Puław i Wisłoczka. 